# Subria frontalis
Subria frontalis är en insektsart som beskrevs av Heinrich Hugo Karny 1907. Subria frontalis ingår i släktet Subria och familjen vårtbitare. Inga underarter finns listade i Catalogue of Life.